# Gmina zbiorowa Rodenberg
Gmina zbiorowa Rodenberg (niem. Samtgemeinde Rodenberg) – gmina zbiorowa położona w niemieckim kraju związkowym Dolna Saksonia, w powiecie Schaumburg. Siedziba gminy zbiorowej znajduje się w mieście Rodenberg.

## Podział administracyjny
Do gminy zbiorowej Rodenberg należy sześć gmin, w tym jedno miasto (niem. Stadt) oraz jedno miasto (niem. Flecken):
1. Apelern
2. Hülsede
3. Lauenau
4. Messenkamp
5. Pohle
6. Rodenberg